# Masami Ihara
Masami Ihara (Kōka, 18 settembre 1967) è un allenatore di calcio ed ex calciatore giapponese, di ruolo difensore.
È stato il primatista di presenze con la Nazionale giapponese di cui è stato capitano per gran parte degli anni novanta.
È stato eletto calciatore asiatico dell'anno nel 1995.

## Palmarès

### Giocatore

#### Club

##### Competizioni nazionali
- Coppa dell'Imperatore: 1

Yokohama Marinos: 1992
- Campionato giapponese: 1

Yokohama Marinos: 1995
- Supercoppa del Giappone: 1

Júbilo Iwata: 2000

#### Nazionale
- Coppa d'Asia: 1

Giappone 1992

### Individuale
- Calciatore asiatico dell'anno: 1

1995